# Hamburger Börs, Åbo

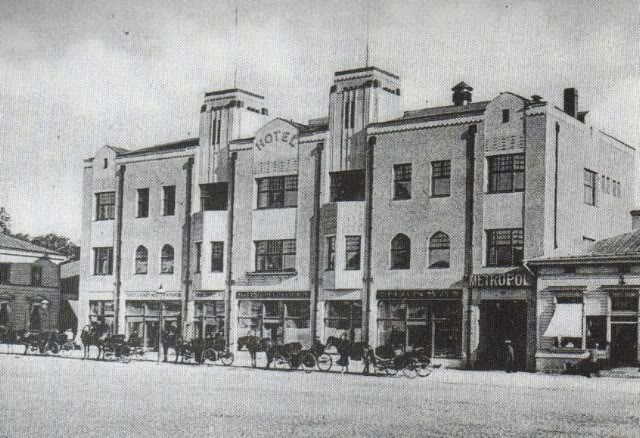
Hamburger Börs tidigt 1900-tal.

Hamburger Börs var en hotellbyggnad vid Åbo salutorg, den stod färdig 1909 och revs 1976. Byggnaden ritades i jugendstil av Frithiof Strandell. Efter rivningen 1976 byggdes en ny hotellbyggnad på samma plats efter ritningar av SOK:s överarkitekt Pauli Lehtinen, den stod färdig 1979 och revs 2019 för att ersättas av ytterligare ett nybygge.

## Bilder

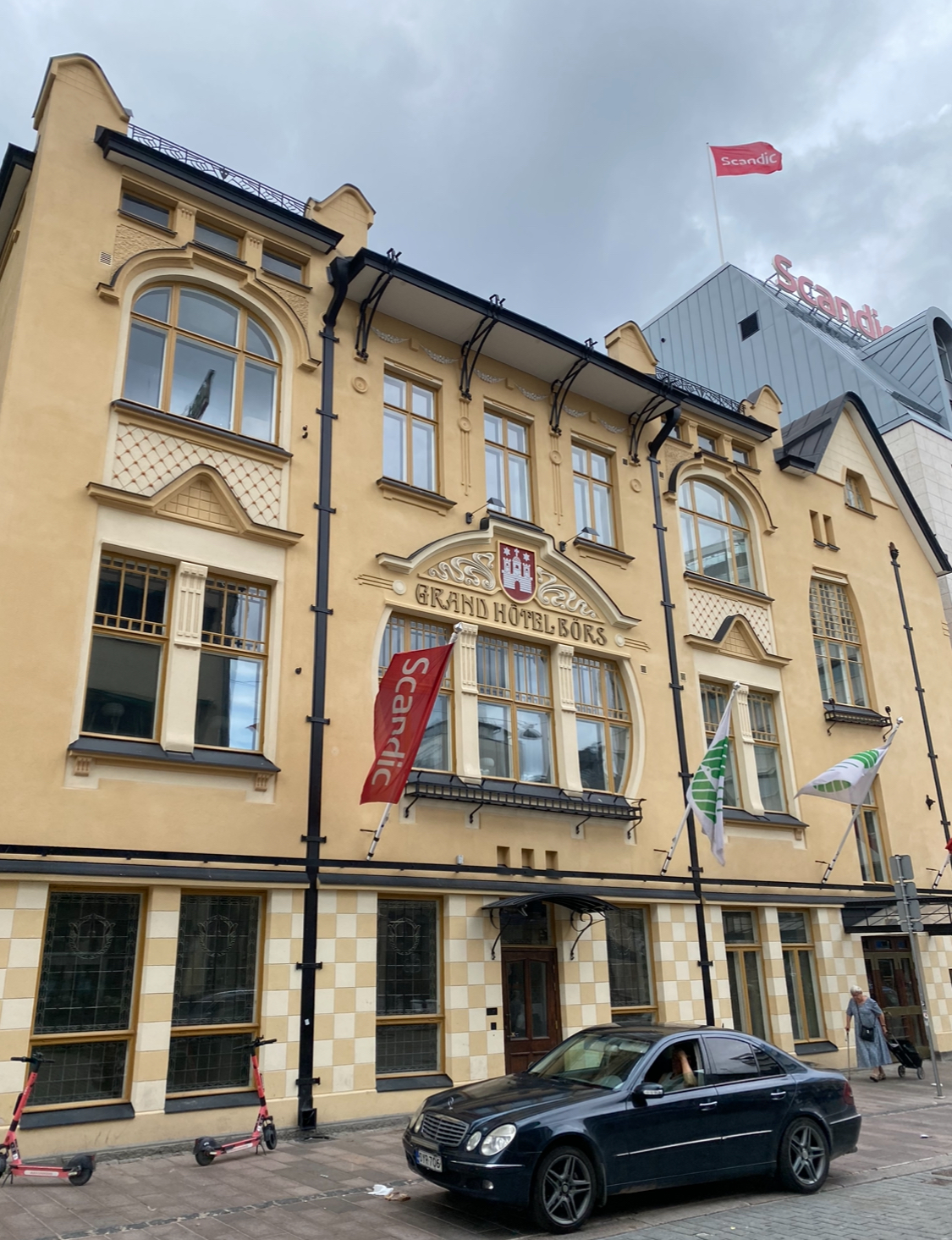
En del av det gamla hotellet finns fortfarande kvar.
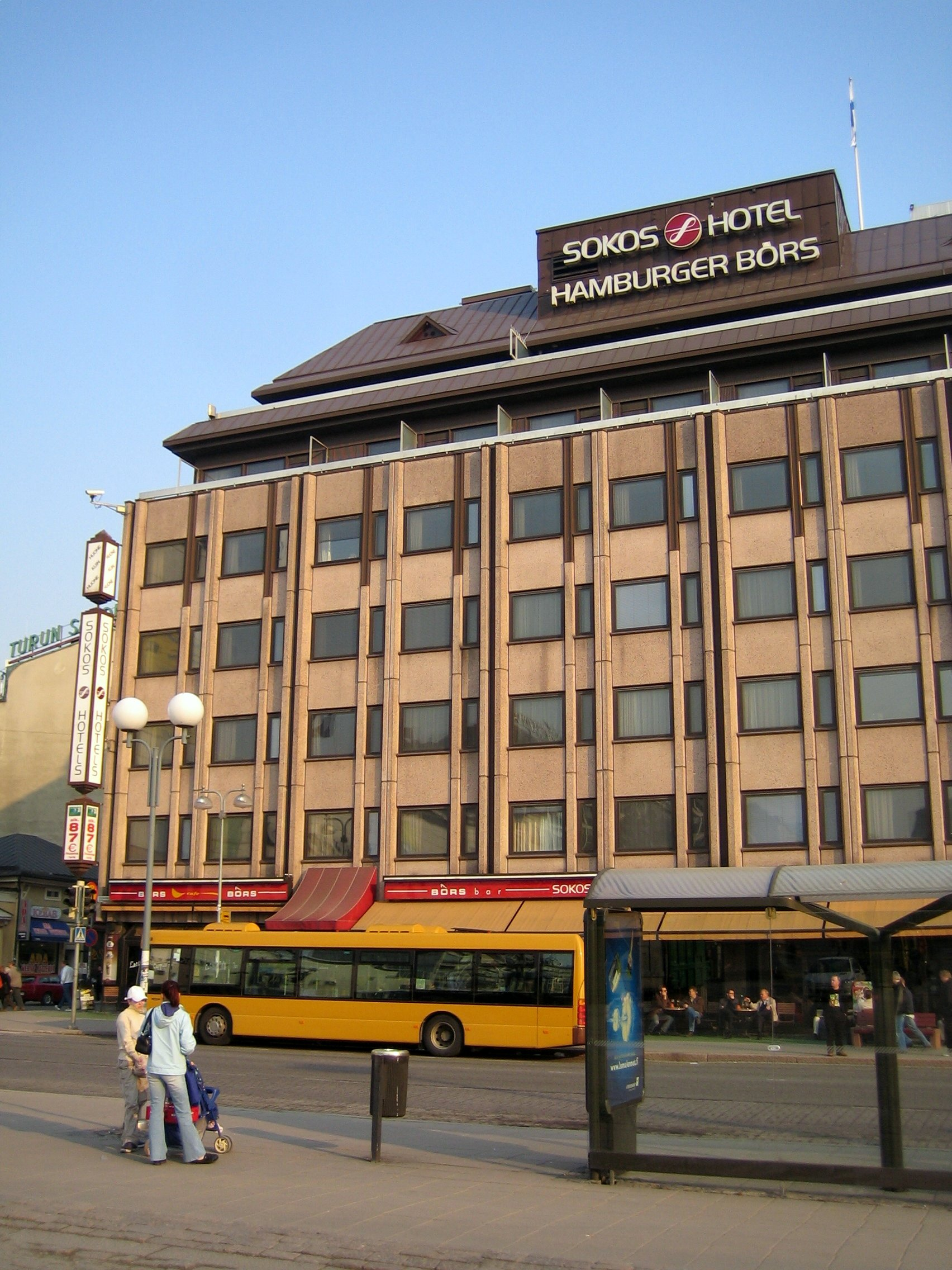
SokosHotel Hamburger börs nybygge färdigställdes på 1970-talet.
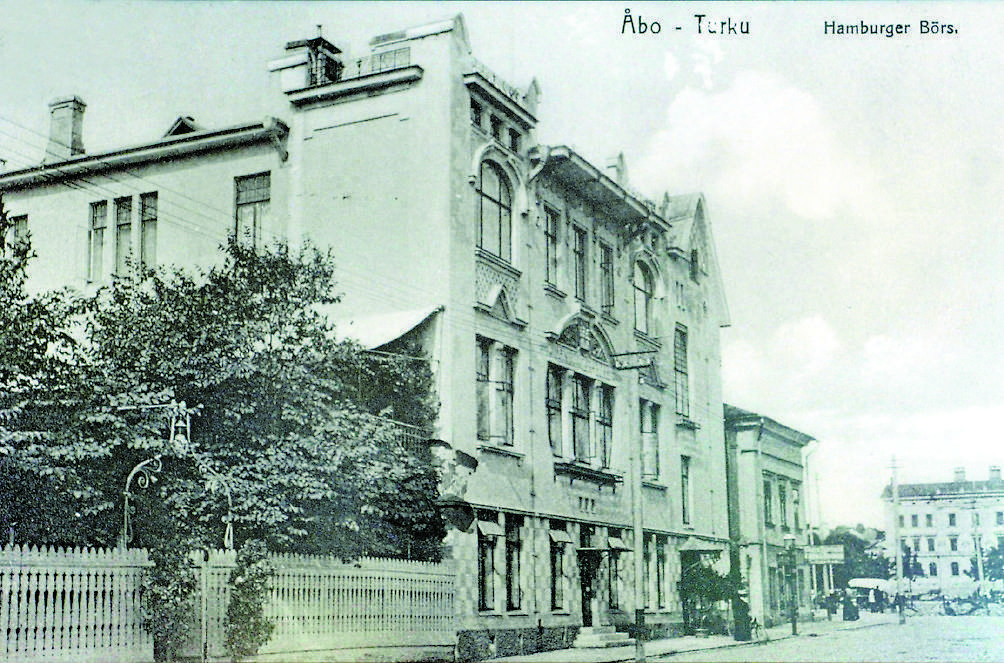
Grand Hotel Börs i början av 1900-talet.